# Цецилія Метелла Кретіка
Цецилія Метелла Кретіка (лат. Caecilia Metella Cretica; прибл. 82 до н. е. — після 52 до н. е.) — римська матрона часів Римської республіки.

## Життєпис
Походила з впливового плебейського роду Цециліїв, його гілки Метеллів. Донька Квінта Цецилія Метелла Критського, консула 69 року до н. е. Приблизно у 63 або 62 році до н. е. одружилася з Марком Ліцинієм Крассом, сином триумвіра, квестора 54 року до н. е.
Збереглася її відома гробниця на Аппієвій дорозі, на рельєфах якої присутні галльські мотиви, що вказують на службу її чоловіка в Галлії. Ймовірно, Метелла померла в 3-й чверті I в. до н. е.

## Родина
Чоловік — Марк Ліциній Красс
Діти:
- Марк Ліциній Красс, консул 30 року до н. е.